# Don't Stand Me Down
Don't Stand Me Down è il terzo album in studio del gruppo musicale britannico Dexys Midnight Runners, pubblicato nel 1985.

## Tracce
1. The Occasional Flicker – 5:49
2. This Is What She's Like – 12:23
3. Knowledge of Beauty – 7:01
4. One of Those Things – 6:01
5. Reminisce Part Two – 3:31
6. Listen to This – 3:19
7. The Waltz – 8:21